# Ville Löfgren
Ville Löfgren, född 16 december 2005 i Mörrum, är en svensk skådespelare.

## Biografi
Löfgren började sin karriär under sin tid på Väggaskolan. Löfgrens första roll på filmduken var i rollen som Mats Persson i filmen Sommartider - Filmen om Gyllene Tider som hade premiär den 17 juli 2024.

## Filmografi
- 2024 – Sommartider – Filmen om Gyllene Tider